# Aaptosyax grypus
Aaptosyax grypus és una espècie de peix cipriniforme de la família dels ciprínids. Es tracta de l'única espècie del gènere Aaptosyax, descoberta per Rainboth el 1991.
Els mascles poden assolir els 130 cm de longitud total i els 30 kg de pes. Es troba al riu Mekong.